# Pelia
Pelia (in greco antico: Πελίας?, Pelíās) è un personaggio della mitologia greca. Fu un re di Iolco.

## Genealogia
Figlio di Poseidone e di Tiro e fratello gemello di Neleo, sposò Anassibia e da lei ebbe i figli Acasto, Alcesti, Hippothoe, Pisidice, Pelopia, Anfinome,  Evadne, Antinoe, Asteropeia Medusa e Sterope.

## Mitologia
Ancora neonato, venne abbandonato con suo fratello su una montagna dalla madre Tiro spaventata dalle angherie della matrigna Sidero. Allevato da un pastore e divenuto adulto, volle vendicarsi della crudeltà subita e uccise Sidero presso l'altare del tempio di Era dove si era rifugiata.
Neleo lo scacciò a causa del sacrilegio e Pelia si stabilì in Tessaglia, dove divenne re di Iolco.
Un giorno indisse dei giochi in onore di Poseidone ai quali invitò anche Giasone. Questi arrivò in città senza un calzare, perso attraversando un fiume. Pelia, ricordandosi d'una profezia in cui si dice di diffidare dell'uomo dal piede scalzo, lo inviò alla ricerca del vello d'oro, con l'intento di sbarazzarsi di lui.
Nel frattempo Pelia uccise il proprio fratellastro Esone (padre di Giasone), per consolidare il proprio potere nel regno.

## L'assassinio di Pelia

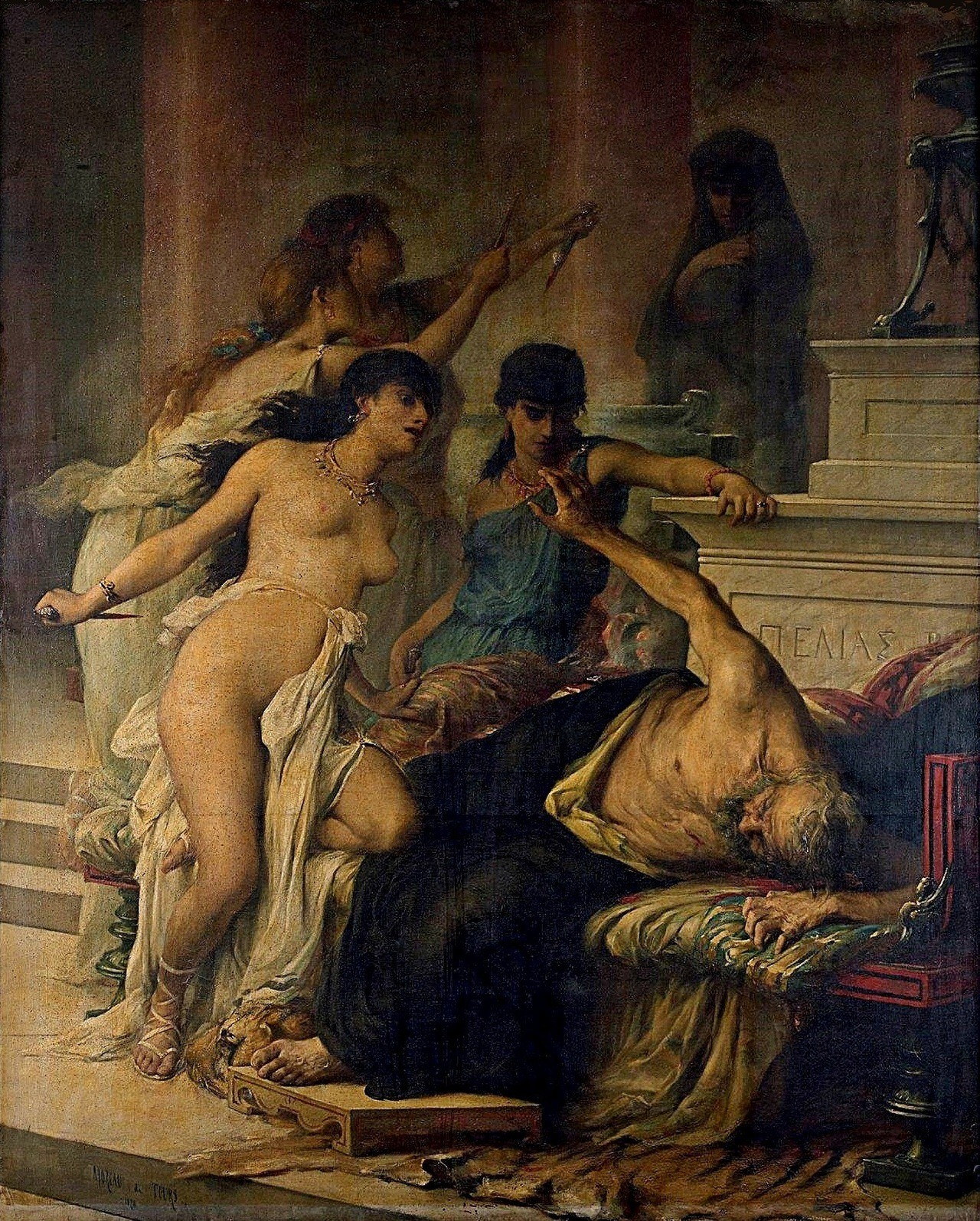
L'assassinio di Pelia, Georges Moreau de Tours (1878)

Giasone riuscì nell'impresa di tornare in patria con il vello d'oro e con l'aiuto della moglie Medea, trovò il modo di uccidere Pelia. Entrata a Iolco mentre gli Argonauti erano ancora al largo del porto, Medea si presentò a palazzo sotto mentite spoglie, come vecchia mendicante, dopodiché, una volta accolta, cambiò magicamente aspetto e si mostrò qual era in realtà, una giovane e bellissima donna. Poi, rivelatasi come se fosse una maga, mostrò a Pelia un metodo per ringiovanire magicamente e prese un ariete, lo fece a pezzi e lo mise in un pentolone bollente da cui uscì un agnello.
Pelia entusiasta volle sottoporsi allo stesso trattamento. Medea lo fece addormentare e convinse quindi le figlie presenti al palazzo, Evadne e Anfinome, a farlo a pezzi e metterlo a bollire nel calderone. Queste convinte eseguirono risolutamente la procedura; una volta fatto a pezzi Pelia, Medea disse loro di andare in cima al palazzo a invocare la divinità agitando delle fiaccole, per propiziare il buon esito dell'incantesimo. Questo gesto servì in realtà come segnale per Giasone, che aspettava ancora al largo, che la nave potesse entrare in porto, perché Pelia era morto. Medea infatti fece in modo che Pelia non resuscitasse.
Acasto sostituì il padre Pelia sul trono, organizzò in suo onore dei giochi ginnici e bandì Giasone e Medea, nonché le sorelle parricide da Iolco.
La vicenda di Neleo, Pelia e Tiro è alla base di un'opera letteraria latina di cui non ci restano che pochi frammenti, il Carmen Nelei.